# ان‌جی‌سی ۴۵۵۵
ان‌جی‌سی ۴۵۵۵ (به انگلیسی: NGC 4555)یک کهکشان بیضوی در صورت فلکی گیسو است.